# Alfaro (község)
Alfaro egy község Spanyolországban, La Rioja autonóm közösségben. Alfaro Aldeanueva de Ebro, Autol, Castejón, Corella, Fitero, Grávalos, Rincón de Soto, Valtierra, Cervera del Río Alhama, Milagro és Cadreita községekkel határos. Lakosainak száma 9874 fő (2024).

## Népesség
A település népessége az elmúlt években az alábbi módon változott:
| Lakosok száma | 9240 | 9461 | 9576 | 9883 | 9851 | 9688 | 9503 | 9476 | 9727 | 9874 |
|               | 2001 | 2004 | 2007 | 2009 | 2012 | 2014 | 2017 | 2019 | 2022 | 2024 |